# 플로네의 모험
플로네의 모험은 닛폰 애니메이션이 제작한 TV 애니메이션 시리즈이다. 
이 이야기는 스위스 작가 요한 데이비드 위스의 소설 스위스 가족의 로빈슨을 바탕으로 한 것이다. 
플로네는 로빈슨 가족이 단지 아버지, 어머니 및 4명의 아들로 이루어져 있는 본래 소설에 없다. 플로네가 시청자로 더 많은 여아를 끌어들이기 위해 애니메이션 버전의 새 캐릭터로 닛폰 애니메이션에 소개되었을 가능성이 있다. 또한 애니메이션 버전에서 로빈슨의 가장 나이가 많은 어린이인 프리츠는 "프란츠"라는 이름으로 불리지만 잭의 캐릭터는 10세이기 보다는 3세였다. 
1981년 1월 4일부터 1981년 12월 27일까지 후지 TV에서 총 50화로 방영되었다. 대한민국에서는 1982년 1월 21일부터 1983년 1월 20일까지 MBC에서 방영되었다.

## 방영 에피소드
1. 한장의 편지
2. 타비다치 여행
3. 마음이 변한 플로네
4. 오스트레일리아로 출발
5. 일주일 선장
6. 무서운 폭풍우
7. 부지런한 아빠
8. 섬으로 출발
9. 육지에서의 첫날
10. 슬픈 재회
11. 위험한 탐험
12. 용감한 엄마
13. 프란츠의 눈물
14. 외로운 플로네
15. 생일 선물
16. 들짐승의 습격
17. 바쁜 나날들
18. 구출작전
19. 즐거운 사냥
20. 자연의 신비
21. 개구쟁이 동생
22. 아기 거북이
23. 무인도의 휴일
24. 플로네의 가출
25. 무인도의 밤은 깜깜절벽
26. 자급자족
27. 무인도의 별장
28. 말라리아
29. 길잃은 플로네
30. 엄마의 마음
31. 11번째 생일
32. 드디어 배를 만들다
33. 장마
34. 동굴을 찾아라
35. 동굴의 비밀
36. 유령소동
37. 새 표류자
38. 새 친구
39. 말썽 꾸러기 아저씨
40. 큰 새를 타고
41. 없어진 아저씨
42. 무서운 지진
43. 돌아온 모튼씨
44. 탈출 준비
45. 죽지마 당나귀야
46. 불쌍한 염소
47. 동물도 태워라
48. 안녕! 무인도
49. 육지가 보인다
50. 다시 만나는 날까지

## 등장인물
플로네 로빈슨
성우 - 마츠오 요시코
본 작품의 주인공. 자유분방하고 거의 모든것을 기꺼이한다. 항상 자신의 마음을 말하고 새 일을 즐긴다. 
프란츠 로빈슨
성우 - 후루야 토오루
본 작품에 등장하는 15세 소년. 외향적인 여동생과는 달리, 그는 내성적이고 수줍어한다. 

## 주제가
- 오프닝과 엔딩: 플로네의 모험 주제가